# フランチェスカ・クッツォーニ

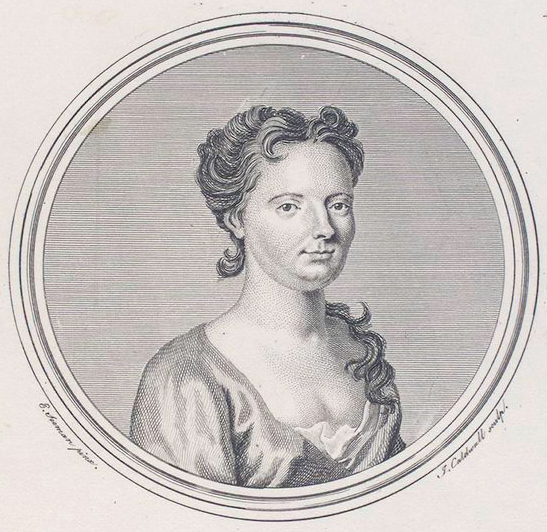
肖像

フランチェスカ・クッツォーニ（Francesca Cuzzoni、1696年4月2日 - 1778年6月19日）はイタリアのソプラノ歌手。
ロンドンで1720年代から1730年代にかけて活動し、ヘンデルの代表的なオペラである『ジューリオ・チェーザレ』、『タメルラーノ』、『ロデリンダ』などのヒロイン役をつとめたことで記憶されている。

## 生涯
クッツォーニはパルマで生まれ、フランチェスカ・ランツィに学んだ。1714年にパルマで歌った記録がある。1716年から翌年にかけてボローニャで歌った。その後ジェノヴァ、ヴェネツィア、フィレンツェ、ミラノ、トリノ、パドヴァなどで歌っている。その中にはヴィヴァルディの『スカンデルベグ (Scanderbeg (opera)) 』初演（1718年フィレンツェ）が含まれる。当時のリブレットにはクッツォーニを「トスカーナ大公子妃ヴィオランテのヴィルトゥオーザ・ディ・カメラ」と記している。

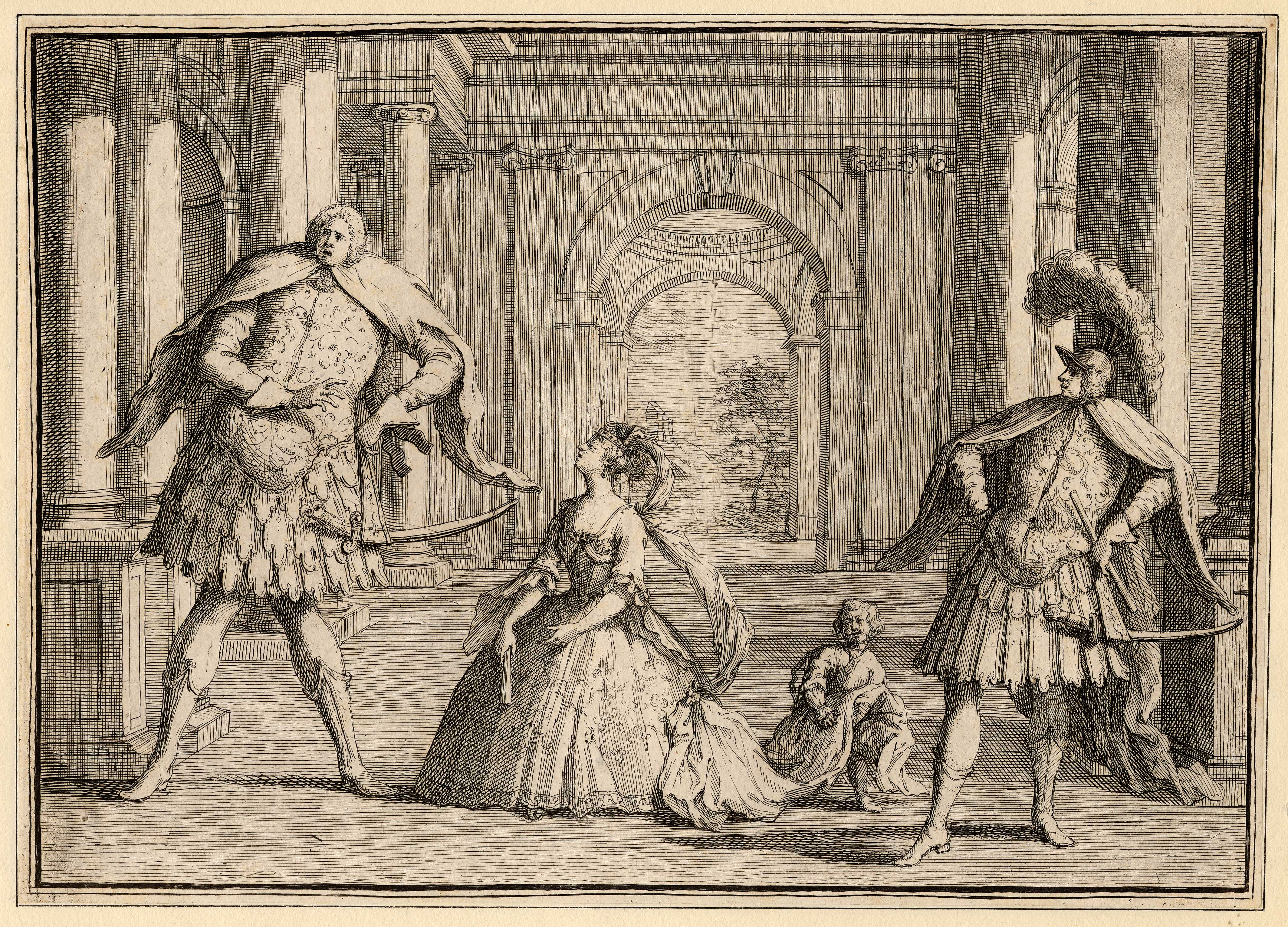
ヘンデル『フラーヴィオ』のカリカチュア。セネジーノ（左）、クッツォーニ（中央）、ベーレンシュタット（右）

1720年4月にロンドンでイタリアオペラを上演するための会社である王立音楽アカデミーが活動を開始した。クッツォーニは第4シーズン（1723年）から参加したが、アカデミーと結んだ契約で示された年俸は2000ポンドと報道され、これは未曾有の高額であった。ただし実際には1500ポンドほどだったと推定されている。
クッツォーニは1722年12月にロンドンに到着し、翌1723年1月にヘンデル『オットーネ』でデビューして大成功した。彼女は背が低く、容貌や演技は大したことがなかったが、美声と歌唱力は超一流であり、特に悲劇のヒロインを得意とした。ヘンデル以外のアカデミーの作曲家であるアリオスティやボノンチーニの曲でも人気を呼んだ。
ロンドンでクッツォーニは作曲家でチェンバロ奏者のピエトロ・ジュゼッペ・サンドーニ (it:Pier Giuseppe Sandoni) と結婚した。サンドーニはアカデミーがクッツォーニと契約を結ぶためにヴェネツィアに送った人物であり、ロンドン到着前に恋仲になっていたようだが、正式に結婚したのは1725年以後だった。
クッツォーニはヘンデルのプリマ・ドンナだったが、ヘンデルとはしばしば衝突した。ロンドン・デビュー作の『オットーネ』でも冒頭の「偽りの肖像(Falsa imagine)」を歌うことを拒絶し、ヘンデルが力づくで歌わせたと伝えられる。クッツォーニはまたカストラートのセネジーノとも仲がよくなかった。1726年にアカデミーは2人めのプリマ・ドンナとしてファウスティーナ・ボルドーニを雇ったが、2人は1718年にヴェネツィアで共演して以来犬猿の仲であり、また聴衆もクッツォーニ派とファウスティーナ派に分かれて争ったために公演は混乱をきたした。このような歌手どうしの争いと、歌手たちに払う高額の給料によってアカデミーの経営は困難になり、1728年まででオペラ公演の継続を断念した。
クッツォーニ夫妻はロンドンを去ってウィーンを訪れたが、カール6世の宮廷に雇われる目論見は外れた。翌1729年からはふたたびイタリア各地で歌った。一方ヘンデルはアカデミーを再建し、再びクッツォーニを呼ぼうとしたが実現しなかった。

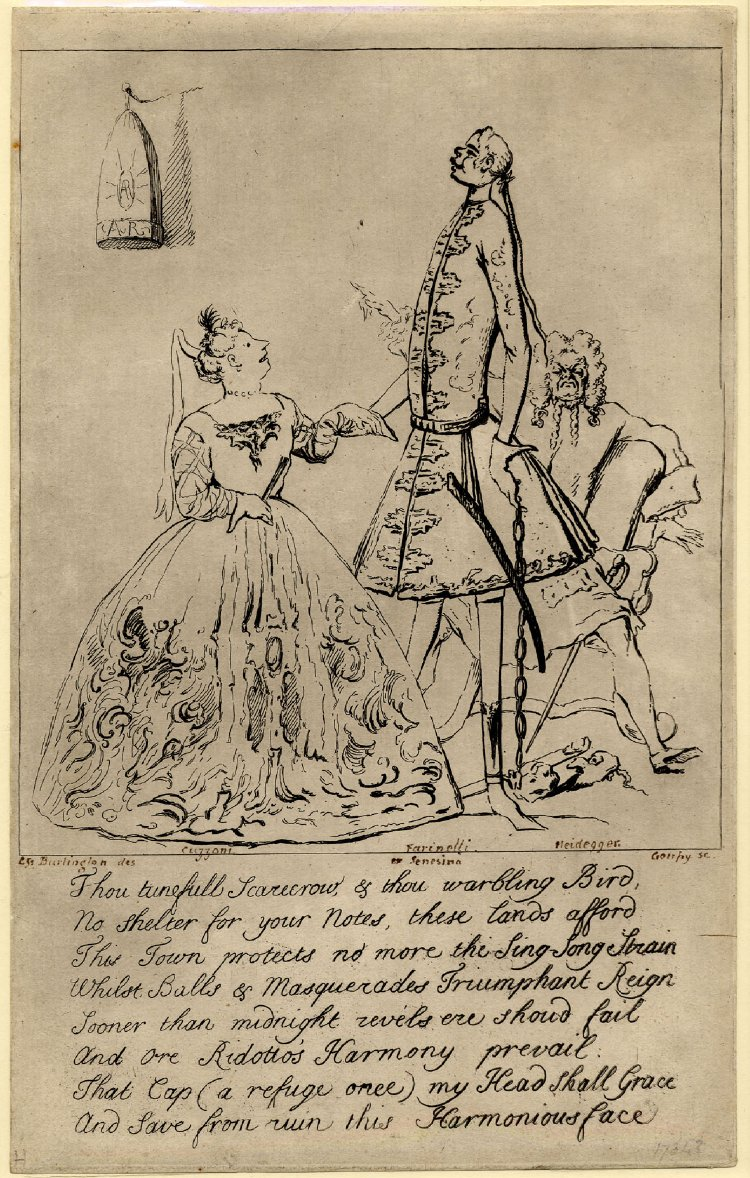
クッツォーニ（左）とファリネッリを描いたカリカチュア。後ろにいるのは国王劇場支配人のハイデッガー。

1733年にヘンデルのライバルである貴族オペラがクッツォーニとの契約に成功し、クッツォーニは1734年春に再びロンドンの地を踏んだ。貴族オペラは1734年秋の第2シーズンからかつてのアカデミーの本拠ヘイマーケット国王劇場に移り、主要な歌手としてセネジーノとクッツォーニにファリネッリを加えた豪華なキャストを誇った。このシーズンは1734年10月29日のハッセ『アルタセルセ』によって開始され、これはファリネッリのロンドン・デビューでもあった。クッツォーニは貴族オペラでポルポラ、ハッセ、リッカルド・ブロスキ、ヴェラチーニ、および夫のサンドーニらのオペラの歌手として歌った。しかし貴族オペラは長続きせず1737年に解散し、クッツォーニもロンドンを去った。
その後はフィレンツェ、トリノ、ハンブルクで歌った。1741年にロンドンの新聞上で「クッツォーニが夫を毒殺して死刑になった」と報道されたが真実ではなく、実際には夫と離別した。1742年にはアムステルダムの演奏会で歌っている。1745年からはシュトゥットガルトでヴュルテンベルク公爵の宮廷歌手として雇われていたが、1749年にボローニャに戻った。1750年にはパリでルイ15世妃のマリー・レクザンスカの前で歌ったのち、三度めの渡英を果たし、ロンドンの演奏会で歌っている。
かつての美声を失ったクッツォーネは貧窮し、アムステルダムでは借金のために投獄されたと伝えられる。1750年のロンドンでも30ポンドの借金のために投獄された。晩年はボローニャでボタン作りによって生計を立てながらこの世を去った。